# Демократичний рух (Франція)
Демократичний рух (фр. Mouvement démocrate (MoDem)) — французька центристська, соціально-ліберальна політична партія. Партія була створена у 2007 році Франсуа Байру із Союзу за французьку демократію (UDF) для участі у парламентських виборах 2007 року після свого успіху на президентських виборах 2007 року. Партія має 3 місця із 577 у Національних зборах, 7 місць із 343 у Сенаті та 5 місць із 72 виділених для Франції в Європарламенті (входить до фракції Альянс лібералів і демократів за Європу).
Партія має молодіжний рух, що називається «Молоді демократи».

## Історія
Отримавши 18,57 % голосів у першому турі, 22 квітня 2007 року, Франсуа Байру зайняв третє місце. Після цього Байру оголосив про створення «Демократичної партії». Але пізніше партія отримала назву «Демократичний рух», оскільки вже існувала невелика демократична партія у Франції. У створенні партії взяли участь партія Союз за французьку демократію (UDF) та невелика екологічна політична партія Cap 21. Багато членів Союзу за французьку демократію пішло у партію Новий центр, що підтримувала президента Ніколя Саркозі.
За даними Міністерства внутрішніх справ Франції 535 кандидатів Демократичного руху отримали 1.981.107 голосів (7,61 % голосів) після першого туру парламентських виборів 10 червня 2007 року. Депутатами було обрано тільки троє.
На європейських виборах 7 червня 2009 Демократичний рух збирає тільки 8,46 % голосів (1.455.225 голосів), тоді як Союз за французьку демократію отримав 11,96 % (2.053.446 голосів) у 2004 році.